# فهرست وابسته‌های دیپلماتیک در پاکستان

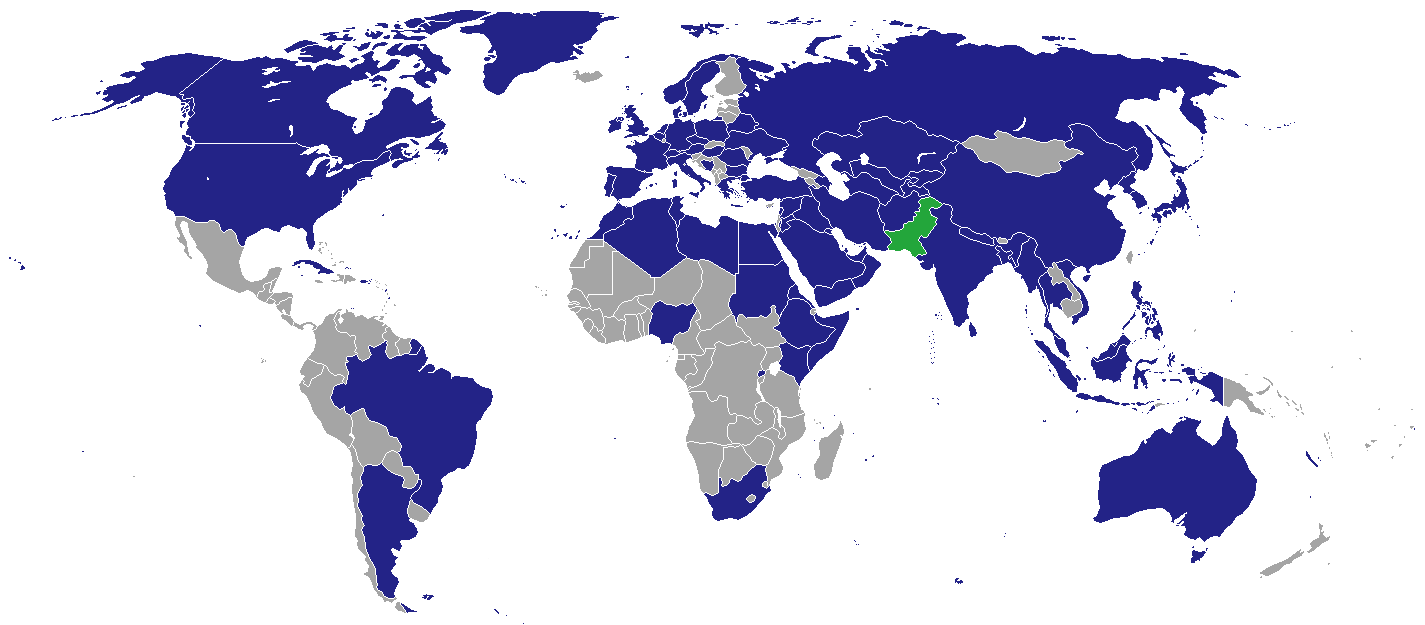
نقشه نمایندگی‌های دیپلماتیک در پاکستان

این فهرست، فهرست نمایندگی‌های دیپلماتیک در پاکستان است. در حال حاضر ۷۹ نمایندگی دیپلماتیک در «محوطه دیپلماتیک» در اسلام‌آباد مستقر هستند و بسیاری از کشورها کنسولگری‌های خود را در سایر شهرهای پاکستان حفظ می‌کنند. چندین کشور دارای سفارتخانه‌های غیر مقیم هستند که از سایر پایتخت‌های خارجی مانند ابوظبی، آنکارا، ریاض و تهران معتبر شناخته شده‌اند.
این فهرست، کنسولگری‌های افتخاری را شامل نمی‌شود.

## سفارت‌ها
اسلام‌آباد
- آلمان
- امارات متحده عربی
- آرژانتین
- استرالیا
- الجزایر
- اتریش
- جمهوری آذربایجان
- افغانستان
- بحرین
- بنگلادش
- بلاروس
- بلژیک
- بوسنی و هرزگوین
- برزیل
- برونئی
- بلغارستان
- کانادا
- چین
- کوبا
- جمهوری چک
- دانمارک
- مصر
- اریتره
- فرانسه
- یونان
- واتیکان
- مجارستان
- هند
- اندونزی
- ایران
- عراق
- ایتالیا
- ژاپن
- اردن
- قزاقستان
- کنیا
- کویت
- قرقیزستان
- لبنان
- لیبی
- مالزی
- مالدیو
- موریس
- مراکش
- میانمار
- نپال
- هلند
- نیجریه
- کره شمالی
- نروژ
- عمان
- تشکیلات خودگردان فلسطین
- فیلیپین
- لهستان
- پرتغال
- قطر
- رومانی
- روسیه
- عربستان سعودی
- سومالی
- آفریقای جنوبی
- کره جنوبی
- اسپانیا
- سری‌لانکا
- سودان
- سوئد
- سوئیس
- سوریه
- تاجیکستان
- تایلند
- تونس
- ترکیه
- ترکمنستان
- اوکراین
- بریتانیا
- ایالات متحده آمریکا
- ازبکستان
- ویتنام
- یمن

## کنسولگری‌ها

### کراچی
- امارات متحده عربی (کنسولگری عمومی)[۱]
- بریتانیا (معاون کمیسیون عالی)[۲]
- ایالات متحده آمریکا (کنسولگری عمومی)[۳]
- عربستان سعودی[۴]
- افغانستان[۵]
- بنگلادش (معاون کمیسیون عالی)[۶]
- بحرین[۷]
- چین[۸]
- فرانسه[۹]
- آلمان[۱۰]
- اندونزی[۱۱]
- ایران[۱۲]
- ایتالیا[۱۳]
- ژاپن[۱۴]
- کویت[۱۵]
- مالزی[۱۶]
- کره شمالی (کنسولگری عمومی)[۱۷]
- عمان[۱۸]
- قطر[۱۹]
- روسیه[۲۰]
- کره جنوبی[۲۱]
- سری‌لانکا[۲۲]
- تایلند[۲۳]
- ترکیه[۲۴]

### لاهور
- بریتانیا (مرکز تجارت و ویزا)
- ایالات متحده آمریکا (کنسولگری عمومی)[۲۵]
- چین[۲۶]
- ایران[۲۷]
- ترکیه

### پیشاور
- ایالات متحده آمریکا(کنسولگری عمومی)[۲۸]
- ایران[۲۹]
- افغانستان[۵]

### کویته
- ایران[۳۰]
- افغانستان[۵]

## سفارت‌های غیرمقیم
مقیم آنکارا، ترکیه:
| - آلبانی - کلمبیا - استونی - جمهوری ایرلند - لتونی - لیتوانی - مقدونیه شمالی - مولدووا - مغولستان |

مقیم ریاض، عربستان سعودی:
| - بورکینافاسو - کامرون - چاد - کومور - جیبوتی - گامبیا - غنا - گرنادا | - گینه - مالی - موریتانی - نیجر - تایوان - سنگاپور - تانزانیا - اوگاندا |

مقیم تهران، ایران:
| - کرواسی - گابن - گرجستان - ساحل عاج - مکزیک - مونته‌نگرو - نیوزیلند - سنگال | - صربستان - سیرالئون - اسلواکی - اسلوونی - اروگوئه - ونزوئلا - زیمبابوه |

مقیم سایر نقاط:
| - بوتان (کشور) (داکا) - جمهوری آفریقای مرکزی (دوحه) - کامبوج (پکن) - شیلی (ابوظبی) - اتیوپی (صنعا) - فنلاند (هلسینکی) - ایسلند (اسلو) - لائوس (پکن) - مالت (والتا) - پاناما (ابوظبی) - پاراگوئه (قاهره) - توگو (شهر کویت) - تونگا (کانبرا) |

## نمایندگی‌ها
- اتحادیه اروپا

```
(نمایندگی)
```

- قبرس شمالی (دفتر نمایندگی)[۴۱]

## سفارت‌های پیشین
- فنلاند
- مکزیک